# Constantin Argetoianu

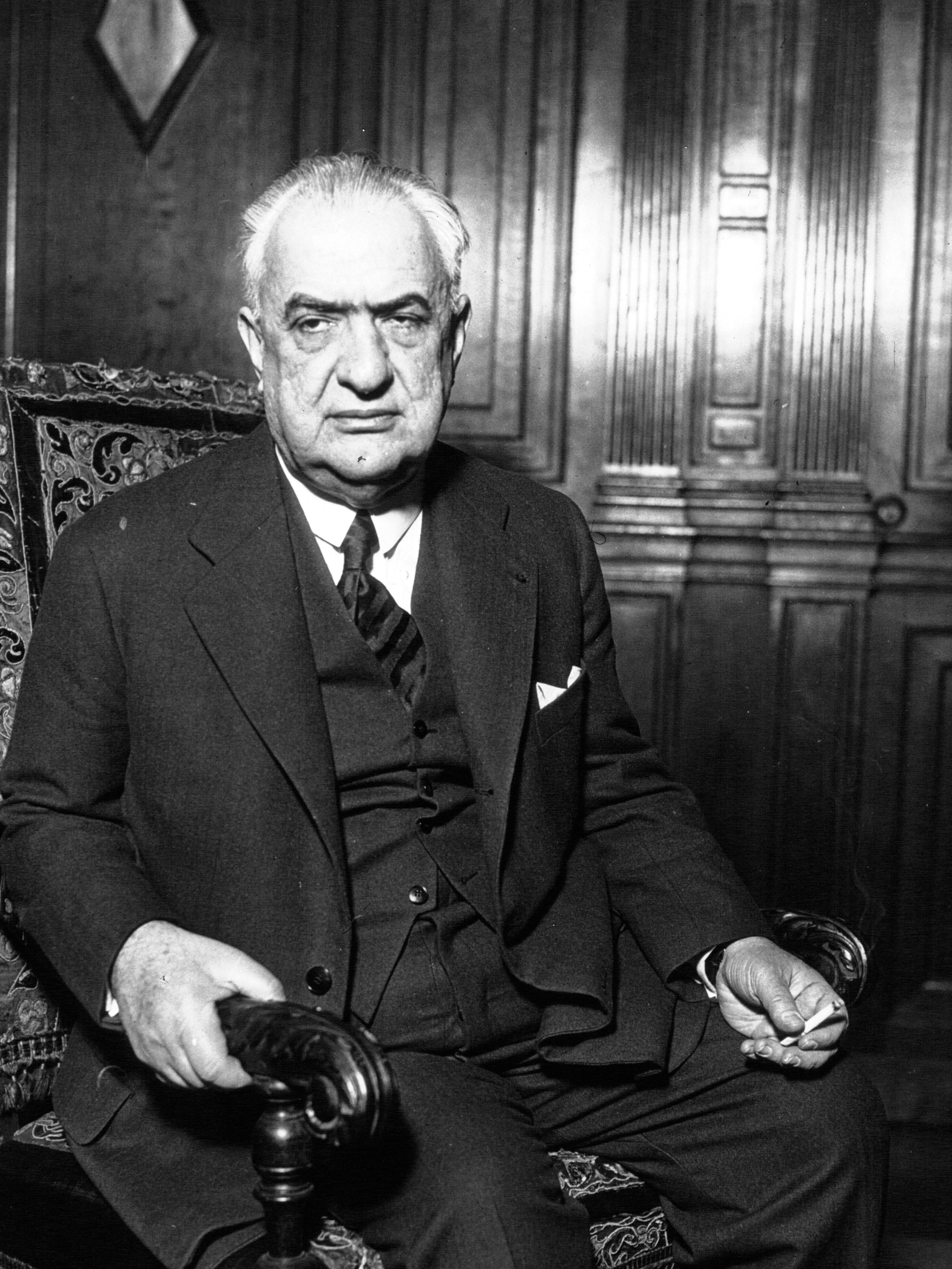
Constantin Argetoianu

Constantin Argetoianu (* 15. März 1871 in Craiova; † 6. Februar 1955 in Sighetu Marmației) war ein rumänischer Diplomat und Politiker, der 1939 Ministerpräsident Rumäniens war.

## Anfänge
Constantin Argetoianu wurde 1871 in Craiova geboren. Er war der Sohn von Ion Argetoianu, einem Offizier der rumänischen Armee, der am Krieg gegen die Türken 1877 teilnahm.
Constantin Argetoianu ging in seinen frühen Jahren auf die Volksschule in Craiova. Nach seinem Abschluss studierte er zwischen 1888 und 1896 an den Universitäten von Bukarest und Paris Rechtswissenschaft und Medizin. In letzterem Gebiet erhielt er nach Ende seines Studiums sogar einen Doktorgrad.

## Erster Weltkrieg
Constantin Argetoianu wurde im Jahr 1914, in dem auch der Erste Weltkrieg begann, erstmals in den Senat gewählt. Dort vertrat er die Konservative Partei. Im Parlament fand er mit Take Ionescu einen mächtigen Fürsprecher, nachdem Argetoianu den Kriegseintritt Rumäniens auf Seiten der Entente vorschlug.
1918, im letzten Kriegsjahr, wurde Constantin Argetoianu zum Justizminister der Regierung von Alexandru Averescu ernannt. Zu diesem Zeitpunkt war Rumänien, das sich seit 1916 an dem Konflikt beteiligte, von Truppen Deutschlands, Österreich-Ungarns und Bulgariens teilweise besetzt. Die Regierung hatte sich aus diesem Grund nach Iași im Norden des Landes zurückgezogen, da gegnerische Verbände im Süden saßen.

## Volkspartei
Nachdem Alexandru Averescu und seine Partei bei den ersten Parlamentschaftswahlen nach dem Krieg abgewählt wurden, folgte Constantin Argetoianu diesem in die Opposition. Beide traten der Volkspartei Rumäniens bei, die sich bei der nächsten Wahl der regierenden, von Ion I. C. Brătianu geführten Liberalen Partei stellen wollte. Diese Partei erfuhr vor allem Zuwachs durch die einfachen Leute, da die Volkspartei in der Regierung die Wünsche dieser vertrat.
Bei den Parlamentschaftswahlen 1920 errang die Partei eine Mehrheit, sodass Alexandru Averescu erneut Ministerpräsident von Rumänien wurde. Constantin Argetoianu war während der zweiten Amtszeit Averescus sowohl Justiz- als auch Finanzminister. Im März 1921 wurde bekannt, dass Aron Schuller, ein Mitarbeiter des Finanzministeriums, versuchte, einen Darlehensvertrag über 20 Millionen Lire an rumänischen Kriegsanleihen in einer italienischen Bank abschließen wollte. Dabei erhielt Schuller große Unterstützung aus dem Finanzministerium. Daraufhin wurde Argetoianu zur Zielscheibe der Opposition, die gebildet war aus der Rumänischen Nationalen Partei und der Bauernpartei. Es wurde ein Misstrauensvotum, das von Virgil Madgearu und Grigore Iunian ausgearbeitet wurde, gegen ihn verfasst.

## Zwischenkriegszeit
Nachdem er das Amt des Finanzministers und des Justizministers aufgeben musste, wurde Constantin Argetoianu vor allem durch seine anti-kommunistische Haltung bekannt. Da er die sozialdemokratischen Demonstrationen gegen den immer weiter verbreiteten Kommunismus unterstützte, endete seine Freundschaft mit Alexandru Averescu, der zwar auch gegen den Kommunismus als Regierungsform in Rumänien war, aber auch von den Sozialdemokraten nicht angetan war. So veranlasste Averescu zum Beispiel die Verhaftung von 1000 streikenden Sozialdemokraten, woraufhin der Generalstreik zusammenbrach. Im Jahre 1922 beschloss Alexandru Averescu zusammen mit Constantin Argetoianu, mit dem er sich wieder vertrug, nachdem das Kabinett für eine Rückkehr Argetoianus gestimmt hatte, die Ermordung zahlreicher kommunistischer Aktivisten, die in Gefängnissen in ganz Rumänien gefangen waren.
Im Jahr 1924 übernahm erneut Ion I. C. Brătianu die Macht in Rumänien, nachdem Alexandru Averescu abgewählt wurde. Während dieser Zeit trat Constantin Argetoianu in die Demokratische Nationale Partei (PND) ein. Dort missfiel ihm jedoch deren Verbundenheit mit der nationalen Partei und er schloss sich der PNL an. Nach dem plötzlichen Tod Brătianus 1930 und dem Amtsantritt des neuen Ministerpräsidenten Iuliu Maniu und des neuen Königs Karl II. löste sich Argetoianu endgültig von der PND und wurde parteilos, beteiligte sich aber weiterhin an der Politik. Als Nicolae Iorga die Wahlen 1931 gewann, wurde er Minister für Inneres und Finanzen. Als Finanzminister musste sich Argetoianu während seiner Amtszeit um die Probleme der Bauern und Kleinbetriebe kümmern, die infolge der Weltwirtschaftskrise oftmals insolvent gingen. Um die Not der Bauern zu lindern, nahm Argetoianu eine Änderung der Verfassung von 1923 vor, woraufhin er 1932 von seinen Ämtern entlassen wurde. Während der kurzzeitigen Regierung Ion G. Ducas 1933 war Argetoianu erneut Finanz- und Innenminister. Nach dem Staatsstreich des Königs Karl II. wurde Argetoianu 1938 Mitglied des Kronrats.

## Zweiter Weltkrieg und Ende
Nach seiner Zeit als Minister in der Regierung Duca setzte sich Constantin Argetoianu für die Annäherung Rumäniens an die Sowjetunion ein. Als im Jahre 1940 jedoch Ion Antonescu seine Diktatur begann und sich stark von der Sowjetunion abwandte, verschwand Argetoianu für einige Jahre von der politischen Bühne. Antonescu indes fand im nationalsozialistischen Deutschland einen mächtigen Partner im Kampf gegen Russland. Rumänien war fortan einer der wichtigsten Verbündeten des Deutschen Reiches und war auch mit vielen Soldaten an der Ostfront involviert, so zum Beispiel in den Kämpfen um Stalingrad. 1944 folgte dann der Sturz Ion Antonescus und die Rote Armee besetzte Rumänien. In dieser Zeit meldete sich Constantin Argetoianu aus seinem Schweizer Exil wieder zurück und wollte die Zusammenarbeit zwischen rumänischen und russischen Behörden vorantreiben. Er sah seine Chance gekommen, wieder in höhere Ämter in Rumäniens Regierung zu gelangen, indem er sich sowjetfreundlich zeigte. In der Bevölkerung erntete er für seine prorussische Haltung allerdings fast ausschließlich Spott.
Sein Plan, sich durch die neuen Machthaber hochzuarbeiten, misslang. Zu diesem Zweck gründete er 1947 eine neue Partei, eine Union für Nationale Arbeit und Wiederaufbau. Doch die Mitglieder dieser Partei wurden von der kommunistischen Regierung überwacht und ausspioniert, weshalb sich die Partei nach nur kurzer Zeit wieder auflöste. Argetoianu zog sich nun erneut aus dem politischen Leben zurück, nachdem er sich einer Operation wegen Prostatakrebs unterzogen hatte. Am 6. März 1950 wurde er von den sowjetischen Behörden ohne genannten Grund festgenommen und im berüchtigten Gefängnis Sighet inhaftiert, wo er am 6. Februar 1955 starb, ohne dass ihm ein Prozess gemacht wurde.